# William Marshall Inge
William Marshall Inge (* 1802 in Granville County, North Carolina; † 1846 in Livingston, Sumter County, Alabama) war ein US-amerikanischer Politiker. Er war der Onkel von Samuel Williams Inge, dem US-Abgeordneten aus Alabama.

## Werdegang
William Marshall Inge besuchte Schulen in North Carolina und zog dann nach Tennessee, wo er seine Ausbildung fortsetzte. Er studierte Jura und fing dann nach Erhalt seiner Zulassung als Anwalt zu praktizieren an. Inge wurde als Jacksonian in den 23. US-Kongress gewählt, wo er vom 4. März 1833 bis zum 3. März 1835 tätig war. Danach zog er 1836 nach Livingston (Alabama), wo er seine Tätigkeit als Anwalt wieder nachging. Er war in den Jahren 1840, 1844 und 1845 Mitglied im Repräsentantenhaus von Alabama.